# رديف الخفي
رديف الخفي هو خَبْرة، في ناحية النخيب بقضاء الرطبة بمحافظة الأنبار بهضبة الوديان بالبادية العراقية غرب العراق، وبالقرب منها مطار شقة النخيب العسكري الثانوي.